# Клоповник мусорный
Клопо́вник му́сорный, также воню́чник, ве́ничник (лат. Lepídium ruderále) — как правило, однолетнее травянистое растение, вид рода Клоповник (Lepidium) семейства Крестоцветные (Cruciferae).
Широко распространённое в Северном полушарии сорное растение с резким неприятным запахом.

## Название
Растение используется в качестве средства от клопов, благодаря чему и получило своё название.

## Ботаническое описание

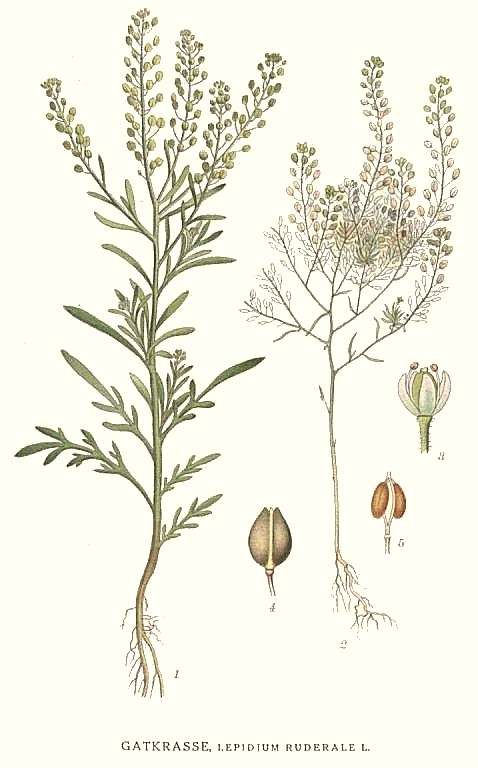

Однолетнее или же двулетнее травянистое растение, обыкновенно с единственным густо разветвлённым прямостоячим стеблем 10—25(30—55) см высотой, покрытым короткими цилиндрическими волосками. Нижние листья единожды или дважды перисто-рассечённые, доли линейные, с цельным или зазубренным краем; верхние листья узколинейные, цельные, тупые.
Цветки очень мелкие, собраны в верхушечную щитковидную кисть, по мере отцветания вытягивающуюся. Венчик обычно отсутствует, реже имеется редуцированный. Чашечка голая, с продолговато-эллиптическими чашелистиками обычно не более 1 мм длиной, с беловатым плёнчатым краем, на конце нередко фиолетовыми. Тычинки в числе двух.
Плоды — стручочки 2—2,5 мм длиной, широкоэллиптической формы, с клиновидным основанием и выемчатой верхушкой, голые, раскрывающиеся двумя створками. Семена эллиптической формы, светло-коричневые, до 1,5 мм длиной. Одно растение даёт около 1000 семян.
Всходы с узкопродолговатыми семядолями около 10×1,5 мм, на длинных черешках. Первые листья перисто-раздельные, с двумя парами боковых долек около 1 мм длиной и конечной долькой до 2 мм длиной и 1 мм шириной.

## Распространение
Европейский вид, распространившийся по многих регионам с умеренным климатом. В России — почти по всей Европейской части, на юге Сибири, в Предкавказье. На севере — вплоть до полярного круга. Встречается как рудерал по обочинам дорог и на других нарушенных участках в лесной зоне, на засолённых почвах в степной зоне.
Занесён в Северную Америку, Африку и Австралию, где натурализовался.
Сорное растение, изредка встречающееся в посевах пшеницы и люцерны.

## Кормовое значение
Весной и летом охотно поедается верблюдами, удовлетворительно козами и овцами, плохо лошадьми и свиньями. При выгорании пастбищ клоповник мусорный остается зелёным и поедается овцами, в результате мясо животных приобретает неприятный запах, который не уничтожается даже после выпаривания и жарки.
Одно из лучших кормовых растений для кроликов. В опыте из трёх групп кроликов одной группе давали 1000 грамм сена и 30 грамм семян клоповника, второй группе давали 100 грамм сена, 100 грамм свёклы и 30 грамм семян овса, третьей 1000 грамм сена и 100 грамм свёклы. Опыт длился 20 дней. За это время первая группа прибавила в весе 128,3 грамма, вторая 47,5 и третья убавила в весе 130,7 грамм.

## Таксономия

### Синонимы
- Crucifera ruderalis (L.) E.H.L.Krause, 1902
- Iberis ruderalis (L.) Crantz, 1762
- Lapidium ambiguum Lange, 1865, nom. illeg.
- Lepidium angulosum d'Urv., 1822
- Lepidium cardamines subsp. ambiguum (Lange) Nyman, 1878
- Lepidium crispum Desv., 1815
- Lepidium glaucescens Dumort., 1827
- Lepidium ibericum Schrad. ex Fisch. & C.A.Mey., 1837
- Lepidium puberulum Bunge, 1844
- Lepidium subulatum Lapeyr., 1818, nom. illeg.
- Lepidium texanum Buckley, 1862
- Lepidium virginicum subsp. texanum (Buckley) Thell., 1906
- Nasturtiastrum ruderale (L.) Gillet & Magne, 1863
- Nasturtioides inconspicua Medik., 1792
- Nasturtioides ruderalis (L.) Walther, 1802
- Nasturtium ruderale (L.) Scop., 1772
- Senckenbergia ruderalis (L.) G.Gaertn., B.Mey. & Scherb., 1800
- Thlaspi ruderale (L.) All., 1785
- Thlaspi tenuifolium Lam., 1779